# NGC 837
NGC 837 è una galassia a spirale situata nella costellazione della Balena, a una distanza di circa 258 milioni di anni luce dalla nostra Via Lattea.

## Scoperta
La galassia è stata scoperta nel 1886 dall'astronomo statunitense Francis Leavenworth.

## Descrizione
NGC 837 ha una classe di luminosità II.